# Volejbol'nyj klub Belogor'e
Il Volejbol'nyj klub Belogor'e (in russo волейбольный клуб Белогорье?) è un club di pallavolo maschile russo, con sede a Belgorod: milita nel campionato russo di Superliga.

## Storia
La società fu fondata nel 1976, e dopo due anni ottenne la promozione nel massimo campionato dell'Unione Sovietica. Nel 1981 il presidente Shipulin divenne anche allenatore della formazione (cariche entrambe che ricopre ancora oggi). La squadra non ottenne successi importanti fino al 1995, anno in cui vinse la prima Coppa di Russia. Si susseguirono numerose vittorie e piazzamenti in campo nazionale, fino ad arrivare a 7 scudetti e 6 Coppe nazionali.
In campo europeo la formazione vanta numerose apparizioni, in tutte le coppe. Il massimo risultato continentale è la vittoria di due edizioni consecutive della Champions League. Nel 2009 ha vinto la Coppa CEV, il secondo trofeo europeo. Il ritorno ai vertici della pallavolo russa avvenne nel 2012 con la vittoria della settima Coppa di Russia, coronato poi dalla vittoria della terza Champions League nell'edizione 2013-14.
Nella stagione 2017-18 si aggiudica per la seconda volta la Coppa CEV, mentre in quella seguente vince la Challenge Cup.

## Rosa 2020-2021
| N° | Nome               | Ruolo | Data di nascita   | Nazionalità sportiva |
| -- | ------------------ | ----- | ----------------- | -------------------- |
| 2  | Ivan Borovnjak     | S     | 4 luglio 1989     | Serbia               |
| 3  | Sergej Rochin      | C     | 7 gennaio 1991    | Russia               |
| 5  | Vsevolod Abramyčev | P     | 6 maggio 2000     | Russia               |
| 6  | Nikita Kramarenko  | L     | 18 dicembre 2000  | Russia               |
| 7  | Igor' Kolodinskij  | P     | 7 luglio 1983     | Russia               |
| 8  | Pavel Tetjuchin    | S     | 22 ottobre 2000   | Russia               |
| 9  | Dmitrij Leont'ev   | S     | 8 gennaio 1989    | Russia               |
| 10 | Il'ja Spodobec     | S     | 26 luglio 1997    | Russia               |
| 12 | Nikita Eremin      | L     | 1º settembre 1990 | Russia               |
| 13 | Aleksej Samojlenko | C     | 23 giugno 1985    | Russia               |
| 14 | Ivan Kuznecov      | S     | 13 novembre 1999  | Russia               |
| 15 | Dmitrij Il'inych   | S     | 31 gennaio 1987   | Russia               |
| 16 | Sergej Bagrej      | P     | 14 agosto 1987    | Russia               |
| 17 | Sergej Červjakov   | C     | 17 settembre 1989 | Russia               |
| 18 | Egor Sidenko       | O     | 7 settembre 1999  | Russia               |
| 19 | Egor Kazbanov      | P     | 17 maggio 1997    | Russia               |
| 20 | Gabriele Nelli     | O     | 4 dicembre 1993   | Italia               |

## Palmarès
- Campionato russo: 8

1996-97, 1997-98, 1999-00, 2001-02, 2002-03, 2003-04, 2004-05, 2012-13
- Coppa di Russia: 8

1995, 1996, 1997, 1998, 2003, 2005, 2012, 2013
- Supercoppa russa: 2

2013, 2014
- Campionato mondiale per club: 1

2014
- Champions League: 3

2002-03, 2003-04, 2013-14
- Coppa CEV: 2

2008-09, 2017-18
- Challenge Cup: 1

2018-19

## Denominazioni precedenti
- 1976-1981: Volejbol'nyj klub Tekhnolog
- 1981-1987: Volejbol'nyj klub Lokomotiv
- 1987-1992: Volejbol'nyj klub Agrarnik
- 1992-1993: Volejbol'nyj klub Belogor'e
- 1993-1995: Volejbol'nyj klub Lokomotiv
- 1995-1997: Volejbol'nyj klub Belogor'e
- 1997-2001: Volejbol'nyj klub Belogor'e-Dinamo
- 2001-2011: Volejbol'nyj klub Lokomotiv-Belogor'e